# Logique (électronique numérique)
Pour les articles homonymes, voir Logique (homonymie).
La logique est la partie conceptuelle de l'électronique numérique. Elle est appelée ainsi car elle met en jeu des portes logiques, mais pas seulement. La conception de cette logique, autrefois réalisée à l'aide de schémas dessinés à la main, est maintenant réalisée en programmant à l'aide d'un langage de description de matériel (HDL).
La logique est ensuite synthétisée pour obtenir une netlist, qui est utilisée par des outils de placement-routage et de synthèse physique pour obtenir un circuit imprimé.

## Les deux grands types de logique

### La logique séquentielle
La logique séquentielle fait intervenir le temps dans le calcul des sorties par rapport aux entrées. Elle utilise pour cela des mémoires de stockage (bascule ou registre par exemple).

### La logique combinatoire
La logique combinatoire ne fait pas intervenir le temps dans le calcul des sorties par rapport aux entrées.